# Chris McMurry
Chris McMurry, né le 5 mai 1965 à Milwaukee dans le Wisconsin, est un pilote automobile américain participant aux courses d'endurance. Il a participé au championnat American Le Mans Series pendant plusieurs saisons. Il est également le père de Matt McMurry.

## Palmarès

### 24 Heures du Mans
| Année | Écurie              | Copilotes                        | Voiture                                 | Classe | Tours | Pos. | Class Pos. |
| ----- | ------------------- | -------------------------------- | --------------------------------------- | ------ | ----- | ---- | ---------- |
| 2003  | Team Bucknum Racing | Jeff Bucknum Bryan Willman (de)  | Pilbeam MP91 - JPX 3,4 l V6             | LMP675 | 27    | Abd. | Abd.       |
| 2008  | Autocon Motorsports | Bryan Willman (de) Michael Lewis | Creation CA07 - Judd GV5 5,0 L V10 Atmo | LMP1   | 224   | Abd. | Abd.       |

### American Le Mans Series
| Année | Écurie              | Châssis      | Moteur                    | Classe | 1                | 2                | 3                | 4                | 5                | 6                | 7                | 8                | 9                | 10                | Position | Points |
| ----- | ------------------- | ------------ | ------------------------- | ------ | ---------------- | ---------------- | ---------------- | ---------------- | ---------------- | ---------------- | ---------------- | ---------------- | ---------------- | ----------------- | -------- | ------ |
| 2001  | Team Bucknum Racing | Pilbeam MP91 | JPX 3,4 l V6              | LMP675 | TEX              | SEB              | DON              | JAR              | SON              | POR              | MOS              | MDO              | LGA              | ATL gén:31 cls:15 |          |        |
| 2002  | Team Bucknum Racing | Pilbeam MP91 | Nissan (AER) VQL 3,0 l V6 | LMP675 | SEB gén:53 cls:8 | SON              | MDO gén:13 cls:1 | ROA gén:23 cls:4 | WAS gén:18 cls:2 | TRI gén:14 cls:1 | MOS gén:11 cls:1 | LGA gén:17 cls:5 | MIA gén:28 cls:6 | ATL gén:31 cls:5  | 4e       | 164    |
| 2003  | Team Bucknum Racing | Pilbeam MP91 | Willman (JPX) 3,4 l V6    | LMP675 | SEB gén:50 cls:6 | ATL gén:34 cls:7 | SON gén:35 cls:4 | TRI gén:22 cls:3 | MOS gén:22 cls:2 | ROA gén:29 cls:5 | LGA gén:32 cls:5 | MIA gén:34 cls:5 | ATL gén:29 cls:5 |                   | 15e      | 24     |
| 2004  | Team Bucknum Racing | Pilbeam MP91 | Nissan (AER) VQL 3,0 l V6 | LMP2   | SEB gén:30 cls:4 | MDO gén:25 cls:5 | LRP gén:22 cls:3 | SON gén:7 cls:3  | POR gén:21 cls:3 | MOS              | ROA gén:21 cls:3 | ATL              | LGA              |                   | 8e       | 32     |
| 2004  | Miracle Motorsports | Lola B2K/40  | Nissan (AER) VQL 3,0 l V6 | LMP2   | SEB              | MDO              | LRP              | SON              | POR              | MOS              | ROA              | ATL gén:25 cls:3 | LGA gén:19 cls:2 |                   | 8e       | 32     |

### Asian Le Mans Series
| Année     | Ecurie             | Châssis      | Moteur                | Classe | 1               | 2               | 3   | 4   | Position | Points |
| --------- | ------------------ | ------------ | --------------------- | ------ | --------------- | --------------- | --- | --- | -------- | ------ |
| 2018-2019 | Algarve Pro Racing | Ligier JS P2 | Judd HK 3,6 L V8 Atmo | LMP2   | SHA gén:5 cls:5 | FUJ gén:9 cls:7 | THA | SEP |          |        |